# Lijst van onroerend erfgoed in Schelle
Een overzicht van het onroerend erfgoed in de gemeente Schelle. Het onroerend erfgoed maakt deel uit van het cultureel erfgoed in België.

## Bouwkundig erfgoed
| Object                                         | Erfgoedstatus? | Bouwjaar of architect | Deelgemeente | Adres                    | Coördinaten                  | Nummer? | Afbeelding                                     |
| ---------------------------------------------- | -------------- | --------------------- | ------------ | ------------------------ | ---------------------------- | ------- | ---------------------------------------------- |
| Parochiekerk Sint-Pieter en Pauwel             | Monument       |                       | Schelle      | Fabiolalaan 2            | 51° 7' 45" NB, 4° 20' 9" OL  | 14075   | Parochiekerk Sint-Pieter en Pauwel             |
| Langgestrekte hoeve                            |                |                       | Schelle      | Koekoekstraat 31         | 51° 7' 13" NB, 4° 22' 1" OL  | 14076   | Langgestrekte hoeve                            |
| Poort en portierswoning van kasteel Hagelsteen |                |                       | Schelle      | Laardijk 4               | 51° 7' 21" NB, 4° 19' 24" OL | 14079   | Poort en portierswoning van kasteel Hagelsteen |
| Kapel Onze-Lieve-Vrouw van Smarten             | Monument       |                       | Schelle      | Laarhofstraat 59         | 51° 7' 16" NB, 4° 19' 34" OL | 14080   | Kapel Onze-Lieve-Vrouw van Smarten             |
| Pastorie Sint-Pieter en Pauwelparochie         |                |                       | Schelle      | Peperstraat 48           | 51° 7' 36" NB, 4° 20' 3" OL  | 14084   | Pastorie Sint-Pieter en Pauwelparochie         |
| Burgerhuis                                     |                |                       | Schelle      | Provinciale Steenweg 39  | 51° 7' 45" NB, 4° 20' 12" OL | 14087   | Burgerhuis                                     |
| Dorpswoning met café                           |                |                       | Schelle      | Provinciale Steenweg 47  | 51° 7' 44" NB, 4° 20' 13" OL | 14089   | Dorpswoning met café                           |
| Neotraditioneel burgerhuis, gedateerd 1914     |                |                       | Schelle      | Provinciale Steenweg 62  | 51° 7' 40" NB, 4° 20' 16" OL | 14090   | Neotraditioneel burgerhuis, gedateerd 1914     |
| Hoeve met losse bestanddelen                   |                |                       | Schelle      | Steenwinkelstraat 199    | 51° 7' 31" NB, 4° 20' 55" OL | 14093   | Hoeve met losse bestanddelen                   |
| Kapucienenhoeve                                | Monument       |                       | Schelle      | Steenwinkelstraat 259    | 51° 7' 31" NB, 4° 21' 7" OL  | 14094   | Kapucienenhoeve                                |
| Jezuietenhof                                   | Monument       |                       | Schelle      | Steenwinkelstraat 261    | 51° 7' 40" NB, 4° 21' 9" OL  | 14095   | Jezuietenhof                                   |
| Langgestrekte hoeve                            |                |                       | Schelle      | Steenwinkelstraat 324    | 51° 7' 31" NB, 4° 21' 20" OL | 14096   | Langgestrekte hoeve                            |
| Hoeve met losse bestanddelen                   |                |                       | Schelle      | Steenwinkelstraat 416    | 51° 7' 27" NB, 4° 21' 29" OL | 14097   | Hoeve met losse bestanddelen                   |
| Hoeve met losse bestanddelen                   |                |                       | Schelle      | Steenwinkelstraat 499    | 51° 7' 29" NB, 4° 21' 43" OL | 14098   | Hoeve met losse bestanddelen                   |
| Boerenhof Tolhuis                              |                |                       | Schelle      | Tolhuisstraat 74         | 51° 7' 12" NB, 4° 18' 51" OL | 14099   | Boerenhof Tolhuis                              |
| Het Tolhuis                                    |                |                       | Schelle      | Tolhuisstraat 76-78      | 51° 7' 13" NB, 4° 18' 44" OL | 14100   | Het Tolhuis                                    |
| Hoeve met losse bestanddelen                   |                |                       | Schelle      | Tolhuisstraat 253        | 51° 7' 9" NB, 4° 19' 2" OL   | 14101   | Hoeve met losse bestanddelen                   |
| Hoeve met losse bestanddelen                   |                |                       | Schelle      | Tolhuisstraat 323-325    | 51° 7' 5" NB, 4° 18' 47" OL  | 14102   | Hoeve met losse bestanddelen                   |
| Café, omgebouwde kapel                         |                |                       | Schelle      | Tolhuisstraat 333        | 51° 7' 7" NB, 4° 18' 43" OL  | 14103   | Café, omgebouwde kapel                         |
| Burgerhuis                                     |                |                       | Schelle      | Provinciale Steenweg 173 | 51° 7' 30" NB, 4° 20' 21" OL | 14176   | Burgerhuis                                     |